# Magyar Közösség
A Magyar Közösség, teljes nevén Magyar Testvéri Közösség titkos hazafias társaság volt a 20. század első felében.
Az irredenta szervezetekhez szokták sorolni őket, a két világháború közti, német támogatásra építő magyar hivatalos irredentizmust azonban elítélték, sőt a német megszállás alatt aktívan ellenálltak.
A Közösség „leleplezése” lett az ürügye 1947-ben a legnagyobb kormánypárt, a Független Kisgazdapárt politikusai elleni hajszának, amelynek során Kovács Bélát február 25-én, az NKVD a mentelmi joga ellenére letartóztatta, a Szovjetunióba hurcolta, és kínzással terhelő vallomás tételére kényszerítette. Az események Nagy Ferenc miniszterelnök lemondásához és a kommunisták hatalomátvételéhez vezettek. Tagjai közül sokat két perben elítéltek, Donáth György képviselőt kivégezték.

## Kezdetei
A Közösség szellemi gyökerei a 18. század végi Erdélybe vezethetők vissza. Modern kori alapjait az 1920-as években Erdélyből, főleg a Székelyföldről a Trianon utáni Magyarországra települő értelmiségiek rakták le.

## A második világháború végéig
A modern kori mozgalom a Horthy-rendszerben  tevékenykedett, 1925-ben lett a szabadkőműves mozgalom mintájára működő titkos szervezet, Rákosi Jenő postatiszt vezetésével. A szervezet sejtszerűen épült fel, legkisebb egységei a „család” és a „sátor” voltak, ezek „nemzetségekbe”, azok pedig „hadakba” szerveződtek. Nem voltak belső választások, a szervezet hierarchikus volt, csúcsán a „vezértanáccsal”. Céljuk volt, hogy tagjain keresztül minél több magyar származású (elsősorban nem német és nem zsidó) kerüljön befolyásos pozíciókba az államigazgatásban és a gazdasági életben.
Belépési feltétel az volt, hogy a tag – csak önálló jövedelemmel rendelkező férfiak – apja, nagyapja is legyen magyar nevű (azaz legyen legalább negyedrészt magyar származású, de ezt sem mindig követelték meg), ne legyenek káros szenvedélyei és kész legyen önzetlenül szolgálni a magyar ügyet. A tagok jövedelmük két százalékát felajánlották a szervezet céljaira. A Magyar Közösség tagjai főként középosztálybeli, magukat magyar származásúnak valló, semmilyen nemzetiséghez nem számító személyekből kerültek ki. A Közösség ideológiája azon az életérzésen alapult, hogy – az akkori szóhasználattal élve – a „magyar faj” a középosztályon belül kisebbségben van, és sokkal szervezetlenebb, mint a középosztály számottevő részét képező német és zsidó nemzetiségek, amelyek erős nyilvános és titkos szervezeti háttérrel, sajtóval, összetartozás-tudattal rendelkeznek. A Közösség felfogása szerint e befolyásos nemzetiségek egyrészről veszélyt jelentenek a magyar érdekekre nézve. Másrészt úgy gondolták, tőlük lehet példát is venni a hatékonyabb érdekérvényesítés megszervezéséhez.
A Közösség fedőszerve 1945 előtt a bejegyzett Honszeretet egyesület volt. Folyóiratot adtak ki Magyar Élet címen, több mint 3000 példányban. A szervezet fontos részt játszott a német megszálláskori ellenállásban. – Szekér Nóra doktori disszertációjában így ír erről:
"Mélik Endre, a vele készült interjúban úgy fogalmaz, hogy „a Közösség egy hálózatot épített ki a germánság ellen.” E hálózat része volt, Mélik szerint, például a Magyar Ügyvédek Szervezeti Szövetsége (ügyvezetője Mélik személyes jó barátja, Papp László, közösségi tag és weisshausista), mely szervezet közösségi kezdeményezésre alakult, és feladata volt a szakmai berkekben ellenőrizni és ellensúlyozni a német túlsúlyt. De egyéb szakmai körökben is alakultak közösségi háttérrel szervezetek, melyek ugyancsak a német térhódítás ellensúlyozására voltak hivatva. Mélik 1937-től személyesen vett részt a nyilasok elleni adatgyűjtésben, mely munkát Bajcsy-Zsilinszky Endre irányította."
Csicsery-Rónay István szerint a Közösség 1944 elejétől nem működött és csak 1946 őszén, alig valamivel a letartóztatások előtt próbálkoztak újjászervezésével.
1946 nyarától látogatta az összejöveteleket Dálnoki Veress Lajos vezérezredes, akit 1944. október 16-án a nyilasok letartóztattak, Sopronkőhidán bebörtönöztek, de megszökött a fogságból. 1945. május 1-jétől 1946. január 28-ig szovjet internálótáborban volt Kiskőrösön. 1944 őszén Horthy Miklós „homo regius”-szá nevezte ki őt arra az esetre, ha a kormányzó akadályoztatva lenne tevékenységében.

## A Magyar Közösség-per
Meghatározó következményű politikai leszámolási akció volt 1947-ben a köztársaság-ellenes összeesküvés per (Magyar Közösség per) megszervezése és hozzá kapcsolódó persorozat, melyek során mintegy 260 személyt tartóztattak le. Rákosiék a szovjet befolyásnak ellenállni igyekvő polgári értelmiségiek szellemi szerveződését (Magyar Közösség) ügyes politikai taktikával az új, demokratikus köztársaság megdöntésére irányuló, horthysta, államellenes titkos összeesküvésként pozicionálták. Széles propaganda hadjáratot indítottak, melyben igyekeztek a kreált ügybe minél több kisgazda politikust belekeverni, és kikényszerítették egy látványos per megrendezését (Köztársaság elleni összeesküvés per). 1947. február 25-én a szovjet felügyelő hatóságok Kovács Bélát, az FKGP főtitkárát jogellenesen, képviselői mentelmi jogát figyelmen kívül hagyva, letartóztatták „köztársaság-ellenes összeesküvés” vádjával, később a Szovjetunióba hurcolták. Letartóztatták, emigrációra kényszerítették a szovjet befolyásnak ellenállni igyekvő politikai vezetőket. Nagy Ferenc kisgazda miniszterelnök lemondásra kényszerült, és külföldre menekült. A per egyértelművé tette a magyar értelmiség számára, hogy a polgári, többpártrendszeri, szovjetektől független politika lehetősége véget ért.
A Magyar Közösséghez kötődő pereknek M. Kiss Sándor szerint 260 vádlottja volt. Első fokon három, másodfokon egy vádlottat ítéltek halálra. Több százan ekkor kerültek be az ÁVH látókörébe és sokan a rendszerváltásig viselték ennek következményeit.[forrás?]
A polgári értelmiségiek és kisgazda politikusok letartóztatásával, eltávolításával egyidejűleg a parasztpártokban nyomásgyakorlással elérték, hogy a kommunistákkal együttműködő – sokszor titkos kommunista – politikusok kerüljenek vezető pozícióba.